# Japan Soccer League 1981
Die Japan Soccer League 1981 war die siebzehnte Spielzeit der japanischen Japan Soccer League. An ihr nahmen 20 Vereine teil. Meister wurden die Fujita Industries.

## Ergebnisse

### Division 1
| Pl. | Verein                      | Sp. | S  | U | N  | Tore    | Diff. | Punkte |
| --- | --------------------------- | --- | -- | - | -- | ------- | ----- | ------ |
| 1.  | Fujita Industries           | 18  | 11 | 5 | 2  | 024:700 | +17   | 27     |
| 2.  | Yomiuri                     | 18  | 8  | 9 | 1  | 032:160 | +16   | 25     |
| 3.  | Mitsubishi Heavy Industries | 18  | 10 | 4 | 4  | 024:160 | +8    | 24     |
| 4.  | Yanmar Diesel               | 18  | 7  | 8 | 3  | 021:150 | +6    | 22     |
| 5.  | Furukawa Electric           | 18  | 7  | 7 | 4  | 028:230 | +5    | 21     |
| 6.  | Honda Motors                | 18  | 5  | 4 | 9  | 023:280 | −5    | 14     |
| 7.  | Hitachi                     | 18  | 5  | 3 | 10 | 022:270 | −5    | 13     |
| 8.  | Mazda                       | 18  | 4  | 5 | 9  | 015:270 | −12   | 13     |
| 9.  | Nippon Steel                | 18  | 3  | 5 | 10 | 014:270 | −13   | 11     |
| 10. | Yamaha Motors               | 18  | 2  | 6 | 10 | 011:280 | −17   | 10     |

### Division 2
| Pl. | Verein                | Sp. | S  | U | N  | Tore    | Diff. | Punkte |
| --- | --------------------- | --- | -- | - | -- | ------- | ----- | ------ |
| 1.  | Nippon Kokan          | 18  | 11 | 4 | 3  | 042:220 | +20   | 26     |
| 2.  | Nissan Motors         | 18  | 11 | 4 | 3  | 031:160 | +15   | 26     |
| 3.  | Toshiba               | 18  | 12 | 1 | 5  | 046:210 | +25   | 25     |
| 4.  | Tanabe Pharmaceutical | 18  | 9  | 4 | 5  | 035:110 | +24   | 22     |
| 5.  | Fujitsu               | 18  | 10 | 1 | 7  | 031:270 | +4    | 21     |
| 6.  | Toyota Motors         | 18  | 6  | 4 | 8  | 033:300 | +3    | 16     |
| 7.  | Sumitomo Metals       | 18  | 7  | 1 | 10 | 032:310 | +1    | 15     |
| 8.  | Teijin                | 18  | 5  | 4 | 9  | 022:340 | −12   | 14     |
| 9.  | Kofu SC               | 18  | 4  | 2 | 12 | 018:420 | −24   | 10     |
| 10. | Nagoya SC             | 18  | 2  | 1 | 15 | 016:720 | −56   | 05     |

## Preise

### Torschützenkönige
- Hiroshi Yoshida (14 Tore) (Furukawa Electric)

### Rookie des Jahres
- Yutaka Ikeuchi (Fujita Industries)

### Best XI
- Mitsuhisa Taguchi (Mitsubishi Heavy Industries)
- Mitsugu Nomura (Fujita Industries)
- Mitsuru Komaeda (Fujita Industries)
- Hisashi Katō (Yomiuri)
- Hiroshi Ochiai (Mitsubishi Heavy Industries)
- George Yonashiro (Yomiuri)
- Hiroshi Sowa (Yanmar Diesel)
- Tetsuya Totsuka (Yomiuri)
- Hiroshi Yoshida (Furukawa Electric)
- Carvalho (Fujita Industries)
- Kunishige Kamamoto (Yanmar Diesel)